# Clytra rotundata
Clytra rotundata es un coleóptero de la familia Chrysomelidae. Fue descrita científicamente por primera vez en 1961 por L. Medvedev.